# The Telephantasm
The Telephantasm – singel amerykańskiej grupy heavymetalowej Soundgarden. Singel został wydany 26 listopada 2010 roku, w ramach „Record Store Day”. Singel zawiera 2 utwory, instrumentalny „The Telephantasm” nagrany podczas sesji do albumu „Screaming Life” w 1987 roku, a także koncertową wersję utworu „Gun”.

## Lista utworów
| Nr |  | Tytuł              | Tekst         | Muzyka                                                 | Długość |
| -- |  | ------------------ | ------------- | ------------------------------------------------------ | ------- |
| 1. |  | „The Telephantasm” |               | Chris Cornell, Kim Thayil, Hiro Yamamoto, Matt Cameron | 2:57    |
| 2. |  | „Gun (live)”       | Chris Cornell | Chris Cornell                                          |         |